# Listrophorus mustelae
Listrophorus mustelae är en spindeldjursart som beskrevs av Mégnin 1885. Listrophorus mustelae ingår i släktet Listrophorus och familjen Listrophoridae. Inga underarter finns listade i Catalogue of Life.